# 이정민의 All4U
《이정민의 All4U》는 JIBS New Power FM에서 매일 오후 4시에 방송 중인 제주 지역 라디오 예능 프로그램이다.

## DJ
- 1대 : 이정민 아나운서